# Gare d'Almásfüzitő felső
La gare d'Almásfüzitő felső (en hongrois : Almásfüzitő felső vasútállomás) est une halte ferroviaire hongroise, située à Almásfüzitő.